# A Simple Man
A Simple Man è un film del 1987 diretto da Christopher Gable.
Pellicola musicale basata sulla vita del pittore inglese L. S. Lowry.

## Riconoscimenti
- 1988 - British Academy of Film and Television Arts
  - Premio Huw Wheldon (Ian Squires, Gillian Lynne)
  - Candidatura al premio per il miglior montaggio VTR (George Tidmarsh)